# Liste der Fahnenträger der amerikanisch-samoanischen Mannschaften bei Olympischen Spielen
Die Liste der Fahnenträger der amerikanisch-samoanischen Mannschaften bei Olympischen Spielen listet chronologisch alle Fahnenträger amerikanisch-samoanischen Mannschaften bei den Eröffnungs- (EF) und Abschlussfeiern (AF) Olympischer Spiele auf.

## Liste der Fahnenträger
| Mannschaft             | Veranstaltung | Fahnenträger (EF)      | Fahnenträger (AF)      |
| ---------------------- | ------------- | ---------------------- | ---------------------- |
| 1988 in Seoul          | Sommerspiele  | Maselino Masoe         |                        |
| 1992 in Barcelona      | Sommerspiele  | Mika Masoe             |                        |
| 1994 in Lillehammer    | Winterspiele  | Faauuga Muagututia     |                        |
| 1996 in Atlanta        | Sommerspiele  | Maselino Masoe         |                        |
| 2000 in Sydney         | Sommerspiele  | Lisa Misipeka          |                        |
| 2004 in Athen          | Sommerspiele  | Lisa Misipeka          | Eleei Ilalio           |
| 2008 in Peking         | Sommerspiele  | Silulu Aʻetonu         | Shanahan Sanitoa       |
| 2012 in London         | Sommerspiele  | Ching Wei              | Ching Wei              |
| 2016 in Rio de Janeiro | Sommerspiele  | Tanumafili Jungblut    | Benjamin Waterhouse    |
| 2020 in Tokio          | Sommerspiele  | Tanumafili Jungblut    | Nathan Crumpton        |
| 2020 in Tokio          | Sommerspiele  | Tilali Scanlan         | Nathan Crumpton        |
| 2022 in Peking         | Winterspiele  | Nathan Crumpton        | Nathan Crumpton        |
| 2024 in Paris          | Sommerspiele  | Filomenaleonisa Iakopo | Filomenaleonisa Iakopo |
| 2024 in Paris          | Sommerspiele  | Micah Masei            | Filomenaleonisa Iakopo |

Anmerkung: (EF) = Eröffnungsfeier, (AF) = Abschlussfeier

## Statistik
| Rang    | Sportart       | EF | AF | ∑  |
| ------- | -------------- | -- | -- | -- |
| 1       | Leichtathletik | 3  | 3  | 6  |
| 2       | Schwimmen      | 3  | 1  | 4  |
| 3       | Boxen          | 3  | 0  | 3  |
| 3       | Gewichtheben   | 2  | 1  | 3  |
| 5       | Judo           | 1  | 1  | 2  |
| Gesamt: | Gesamt:        | 12 | 6  | 18 |

| Rang    | Sportart | EF | AF | ∑ |
| ------- | -------- | -- | -- | - |
| 1       | Skeleton | 1  | 1  | 2 |
| 2       | Bob      | 1  | 0  | 1 |
| Gesamt: | Gesamt:  | 2  | 1  | 3 |

| Rang    | Sportart       | EF | AF | ∑  |
| ------- | -------------- | -- | -- | -- |
| 1       | Leichtathletik | 3  | 3  | 6  |
| 2       | Schwimmen      | 3  | 1  | 4  |
| 3       | Boxen          | 3  | 0  | 3  |
| 3       | Gewichtheben   | 2  | 1  | 3  |
| 5       | Judo           | 1  | 1  | 2  |
| 5       | Skeleton       | 1  | 1  | 2  |
| 7       | Bob            | 1  | 0  | 1  |
| Gesamt: | Gesamt:        | 14 | 7  | 21 |